# Jaume Clavell i Nogueras
Jaume Clavell i Nogueras (Argentona, Maresme 1914 - Begur, Baix Empordà, 6 de febrer de 1997) fou un escultor, restaurador, pintor, dibuixant, decorador, col·leccionista i promotor cultural català.
Començà amb un expressionisme que vol reviure l'art romànic i evolucionà cap a una depuració quasi abstracta influïda per Constantin Brâncuşi, però de religiosa espiritualitat.
És autor d'escultures monumentals, entre elles l'homenatge a Joan Maragall i la figura de sant Pere, a Argentona. Participà també en la decoració de Montserrat. Estudiós de les arts populars i, col·leccionista de terrissa catalana, tingué un paper decisiu en la fundació del Museu del Càntir d'Argentona el 1975 i l'Arxiu Històric Municipal d'Argentona Jaume Clavell i Nogueras. El 1994 va rebre la Creu de Sant Jordi

## Obres
- La Xarbotada. La Festa del Càntir d'Argentona dins l'antic aplec de Sant Domingo Museu del Càntir d'Argentona (1976)
- Argentona. història i Records. Ajuntament d'Argentona (1991)